# Luminor Bank

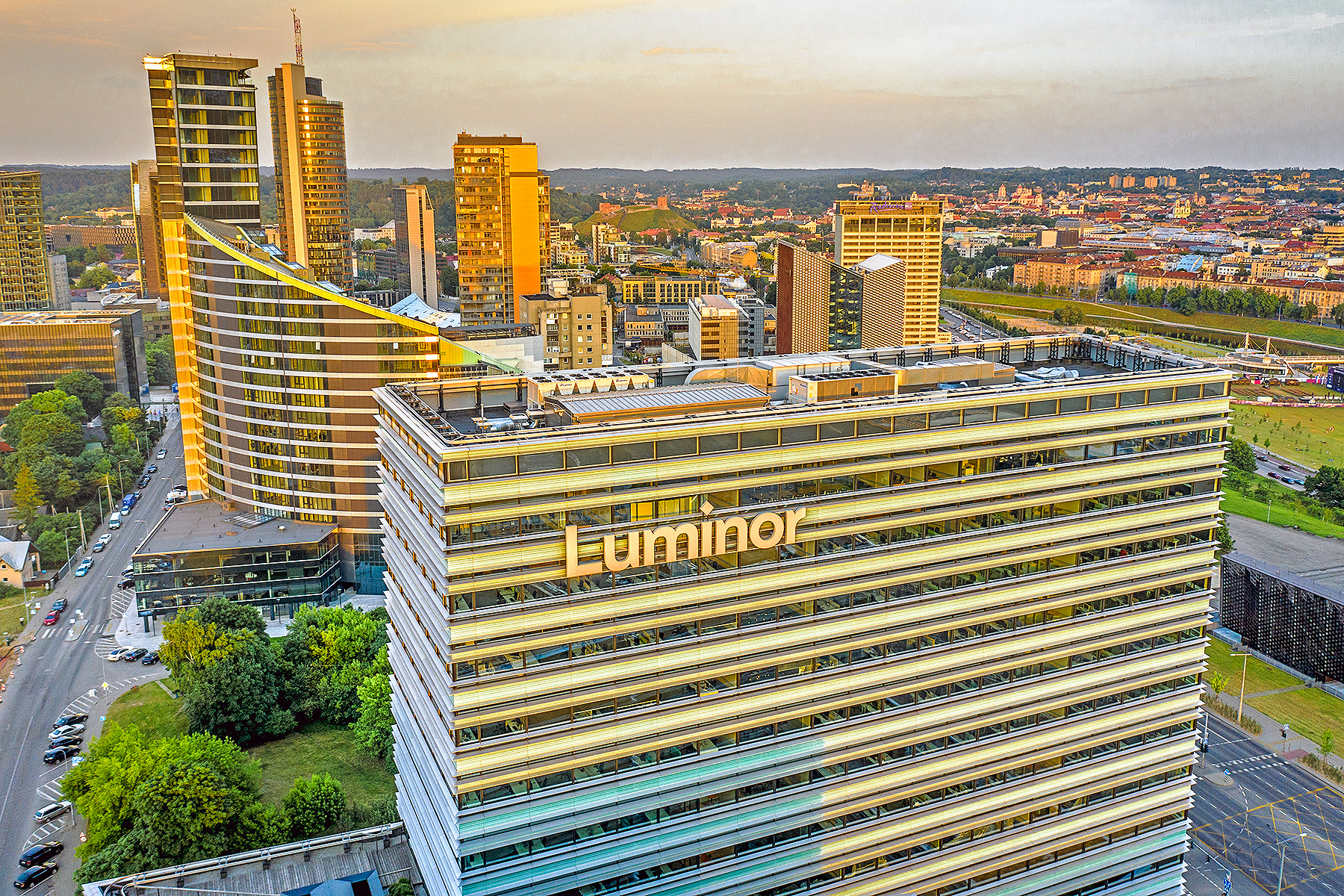
Luminor Hauptgeschäftsstelle in Vilnius

Luminor Bank ist eine estnische Bank mit Filialen in Lettland und Litauen. Sie beschäftigt 2.300 Mitarbeiter. Es ist die drittgrößte Bank in Estland.

## Geschichte
Im Oktober 2017 wurde die Luminor Bank gegründet, in der DNB und Nordea ihre Aktivitäten in den baltischen Staaten bündelten. Nordea erhielt 56,5 % und DNB 43,5 % der Anteile. Luminor übernahm 930.000 Kunden der DNB und 350.000 Kunden von Nordea. Der Zusammenschluss wurde am 1. Januar 2019 abgeschlossen.
Im September 2018 wurde der Verkauf von 60 % der Aktien im Gesamtwert von einer Milliarde Euro an die Blackstone Group angekündigt.  Blackstone plante zu diesem Zeitpunkt, die Anteile vier bis sieben Jahre zu halten und anschließend zu verkaufen, am wahrscheinlichsten an mehreren Börsen. Im Januar 2019 stimmte die Europäische Kommission der Transaktion zu.
Nach der Transaktion gehörten Nordea und der DNB noch jeweils rund 20 % der Anteile. Bis September 2022 übernahm Blackstone auch die restlichen Anteile von Nordea an der Luminor Bank, sodass Blackstone einen Anteil von 80,05 % und die DNB einen Anteil von 19,95 % hält.